# Chambre de l'instruction des cours d'appel françaises
Pour un article plus général, voir Chambre de l'instruction.
La chambre de l'instruction est une formation de jugement d'une cour d'appel, qui connaît, pour l'essentiel, des appels contre les décisions des juges d'instruction et des juges des libertés et de la détention (JLD). Elle était dénommée « chambre d'accusation » avant la loi du 15 juin 2000 sur la présomption d'innocence.
Comme la plupart des formations de jugement des cours d'appel, la chambre de l'instruction est composée ainsi :
- un président de chambre, spécialement nommé pour présider celle-ci, à l'inverse des autres présidents de chambre de cour d'appel, qui peuvent présider les chambres de la cour de manière indifférenciée ; le président de la chambre de l'instruction dispose par ailleurs de pouvoirs propres, notamment le contrôle de l'activité des juges d'instruction du ressort de la cour[1].
- deux conseillers, assesseurs[1].

Un substitut général ou un avocat général représente le ministère public. Les audiences se tiennent avec un greffier de chambre.
La chambre de l'instruction a le statut de juridiction d'instruction du deuxième degré. Elle peut être une juridiction de premier degré pour les crimes et/ou délits commis par les magistrats, maires, préfets et certaines catégories de fonctionnaires dans l'exercice de leur fonction. Elle a aussi dans certains cas le statut de juridiction disciplinaire à l'égard des officiers de police judiciaire (OPJ) ainsi que certains fonctionnaires civils et militaires.

## Compétences multiples
Elle juge :
- des demandes de réhabilitation judiciaires[2]
- des requêtes en rectification des mentions du casier judiciaire[3]
- des difficultés d'exécution des décisions de cour d'assises
- sur le règlement des juges en cas de conflits entre deux juridictions[4]
- elle donne son avis sur les cas d'extradition

## Les prérogatives générales du président de la Chambre de l'instruction
Le président de la Chambre de l'instruction dispose quant à lui de plusieurs prérogatives dans des domaines généraux dont :
- la détention provisoire : il peut être saisi d'un référé-liberté après qu'un juge a décidé de mettre en détention provisoire une personne mise en examen. Il doit prendre une décision motivée mais insusceptible de recours[5].
- il peut également être saisi lorsque le procureur de la République interjette appel d'une ordonnance de remise en liberté du juge des libertés et de la détention d'un référé-détention par lequel il peut s'opposer à la décision de remise en liberté jusqu'à ce que la chambre de l'instruction statut sur cette ordonnance[6].
- le fait de statuer sur des contestations relatives à un refus de permis de visite pour les membres de la famille.
- l'audition de témoins anonymes : dans l'hypothèse d'une contestation, il faut mettre en place une protection de la personne entendue.
- la conservation et la destruction des empreintes génétiques : les empreintes peuvent être détruites sur demande au bout d'un certain temps ou si l'instruction est achevée.

Il occupe de manière plus technique un rôle de filtre des demandes adressées à la chambre de l'instruction. Il s'assure notamment qu'elles sont recevables. Si tel n'est pas le cas il peut rendre une ordonnance d'irrecevabilité ou de non-admission à l'appel,. Il ne s'agit donc pas de préjuger des chances de l'appel.
Le président de la Chambre de l'instruction a pour fonction de s'assurer du bon fonctionnement des cabinets d'instruction. Il doit être contrôleur de l'état d'avancement des missions. Cela peut se traduire par des missions plus précises, notamment les saisines en examen prévu aux suivants de l'article 221.
Si une information judiciaire est en cours depuis plus de deux ans, le juge d'instruction saisi doit rendre une ordonnance motivé justifiant sa prolongation. Cette ordonnance est communiquée au président de la chambre de l'instruction qui peut prendre la décision de saisir la chambre afin qu'elle en examine la régularité.
La loi du 5 mars 2007 relative à la prévention de la délinquance a renforcé les pouvoirs du président de la chambre de l'Instruction par la création de l'article 221-3 du Code de procédure pénale. Il peut, soit à la demande du ministère public, soit à la demande de la personne mise en examen soit d'office, demander que la chambre de l'instruction statue sur l'état de la procédure si une personne est mise en détention provisoire depuis au moins trois mois. Cela donne lieu à une audience publique et contradictoire, permettant l'audition de la défense et du ministère public. Ce texte prévoit que les parties peuvent déposer des mémoires dans lesquels ils sont en capacité d'effectuer plusieurs requête à la chambre de l'instruction. La chambre peut alors prendre huit mesures différentes dont :
- la remise en liberté avec ou sans contrôle judiciaire ;
- la nullité de certains actes de procédure ;
- l'évocation[12] de l'affaire au fonds, partiellement ou non ;
- la saisine d'un second juge d'instruction (cosaisine) ;
- le renvoi du dossier au même juge d'instruction avec le cas échéant des instructions spécifiques ;
- le dessaisissement du juge d'instruction et la saisine d'un ou plusieurs autres
- le règlement de la procédure, partiellement ou en totalité

## Spécialité des tribunaux aux armées
Le tribunal aux armées comporte une Chambre de l'instruction composée d'un président, qui est un conseiller de cour d'appel, et de deux assesseurs, magistrats du siège.

## Contrôle de l'activité de la police judiciaire
La chambre de l'instruction exerce un contrôle sur l'activité des officiers ou agents de police judiciaire pris en cette qualité. Elle s'assure notamment de la légalité de leur action, et du respect des procédures établies.
La compétence de saisir la Chambre appartient soit au procureur général soit à son président. Une fois saisi, la Chambre procède à une enquête ; elle doit au cours de cette enquête entendre le procureur général et l'officier ou agent concerné.
Si elle reconnaît l'officier ou agent concerné coupable, elle peut en outre des sanctions disciplinaire que sa hiérarchie pourrait lui infliger, décider qu'il ne sera plus autorisé à exercer temporairement ou définitivement ses fonctions d'officier ou agent de police judiciaire soit dans le ressort de la Cour d'appel, soit sur toute l'étendu du territoire national.
La compétence de la chambre sur la police judiciaire s'étend également aux agents de police judiciaire adjoints, aux assistants d'enquête de la police nationale et de la gendarmerie nationale ainsi qu'aux fonctionnaires et agents chargés de certaines fonctions de police judiciaire.